# Thagria capilla
Thagria capilla är en insektsart som beskrevs av Nielson 1980. Thagria capilla ingår i släktet Thagria och familjen dvärgstritar. Inga underarter finns listade i Catalogue of Life.